# Inscripción de la ciudadela de Amán
La Inscripción de la ciudadela de Amán es la inscripción más antigua conocida en la llamada lengua amonita. Fue descubierta en 1961 en la Ciudadela de Amán y publicada por primera vez en su totalidad en 1968 por Siegfried Horn. La inscripción se encuentra ahora en el Museo Arqueológico de Jordania. En el momento de su descubrimiento era la tercera inscripción semítica en piedra más larga jamás encontrada en la macrozona de Israel/Palestina/ Jordania, después de la Estela de Mesa y la inscripción de Siloé. La inscripción se conoce como KAI 307.

## Descripción
La inscripción está tallada en un bloque de piedra caliza blanca de aproximadamente 26 × 19 cm, con partes de la inscripción perdidas. La mayoría de las letras son claramente visibles, y la piedra tiene pocos rastros de erosión, por lo que probablemente no estuvo expuesta a los elementos.
La inscripción contiene ocho líneas. A los lados izquierdo y derecho de la inscripción les faltan partes, y la línea inferior no parece incluir el final de la inscripción. Se cree que la línea superior es el comienzo de la inscripción, ya que hay espacio por encima de ella.
En las ocho líneas aparecen 93 letras, que se interpretan como repartidas entre unas 33 palabras. El tamaño y la forma de las letras individuales varían considerablemente, lo que sugiere que la inscripción procede de un escriba novato. Numerosas letras tienen formas inusuales, por ejemplo la Ḥēt tiene únicamente dos travesaños, frente a los tres habituales (𐤇), similar a la estela de Mesa. La Ṭēt es solamente un travesaño en círculo —en lugar del habitual 𐤈—, y el ʿAyn ya está ligeramente abierto hacia arriba —𐡏 en lugar de 𐤏—, lo que ocurre en las inscripciones fenicias a partir del siglo V. Una forma notablemente diferente también muestra que Tsade, que, sin embargo, también tiene un amplio abanico de formas en las otras inscripciones de la región. Debido a los paralelos, la inscripción está fechada paleográficamente alrededor del 800 a. C., o unos 50 años a. C.
Se entiende que se trata de una inscripción de construcción, aunque debido al carácter fragmentario, la traducción sigue siendo incierta. La reconstrucción de William Fulco supone que la inscripción se refiere a la deidad principal amonita Milcom, restaurando una sola letra que falta para formar el nombre.

## Texto
| Texto                                        | [… מ]לכם . בנה . לך . מבאת . סבבת] [… ] [ … ] . ככל . מסבב . עלך . מת . ימתן [… ] כחד . אכחד[ ] וכל . מערב [… ] ובכל . סדרת . ילנן . צדק[ם … ] [… ] ל . תדלת . בטן כרה [ … ] [ … ]ה תשתע . בבן . אלם [ … ]ושלוה ונ[ … ] [… ]שלם לה וש[ … ] |
| Transliteración                              | […m]lkm.bnh.lk.mb’t.sbbt[…] kkl.msbb.‘lk.mt.ymtn[…] kḥd.’kḥd.wkl.m‘rb[…] wbkl.sdrt.ylnn.ṣdqm[…] l.tdlt.bṭn.krh[…] […][…]h.tšt‘.bbn.’lm[…] wšlwh.wn[…] šlm.lh.wš[…] |
| Traducción al inglés por William Fulco, 1978 | […Mi]lkom, he has constructed for you the precinct entrances[…] […]that all who threaten you shall surely die[…] […]I shall surely destroy, and all who enter[…] […]and amidst all its columns the just shall reside[…] […] there will hang from its doors an ornament[…] […]ill be offered within its portico[…] […]and safety[…] […]peace to you and pe[ace…] |